# Hugo Göttl
Hugo Göttl, auch Hugo Göttel, (* 3. November 1821 in Heinrichsgrün; † 26. August 1896 in Karlsbad) war ein deutschböhmischer Apotheker und Naturforscher, der als Erfinder der sogenannten Sinterbilder gilt.

## Leben und Wirken
Nach dem Schulbesuch und einer Apothekerlehre übernahm Göttl in Karlsbad eine Apotheke. Er befasste sich mit den dortigen Mineral- und Thermalquellen und führte seit den 1850er Jahren Experimente mit der Ablagerung von Sinter (Aragonit) aus heißem Quellwasser durch und schlug Maßnahmen gegen die Gefahr des Brechens der heißen Quellplatte vor. Göttl verbesserte die Gewinnung von Quellsalz und entwickelte die Herstellung von Souvenirs, die mit einer Sinterschicht bedeckt waren. Inspiriert wurde er durch das Beispiel der Thermalquellen in San Filippo in der Toskana, wo auf diese Weise Büsten und Medaillen hergestellt wurden. Göttl fertigte auf diese Weise auch Abzüge von Fotoplatten (Daguerreotypien) an. In seiner Apotheke in Karlsbad führte er chemische Analysen von Thermalwasser und auch einigen Mineralien aus Sankt Joachimsthal durch, die jedoch in der damaligen Fachliteratur bereits mit Misstrauen aufgenommen wurden. 1863 berichtete er auf dem 37. Kongress deutscher Naturforscher und Ärzte in Karlsbad über die Ergebnisse seiner Forschungen.
Als Kommunalpolitiker war er von 1865 bis 1869 Mitglied der tschechischen Landesversammlung und war maßgeblich an der Übertragung von Kompetenzen im Bäderbereich vom Land auf die Kommunen im Königreich Böhmen beteiligt.